# كوستا فافولوسا
كوستا فافولوسا (بالإنجليزية: Costa Favolosa)‏ هي سفينة سياحية تديرها شركة كوستا للرحلات البحرية، تم بنائها في أحواض شركة فينكانتييري ودخلت الخدمة في عام 2011.